# Disco Fever (discothèque)
 (janvier 2020).
Si vous disposez d'ouvrages ou d'articles de référence ou si vous connaissez des sites web de qualité traitant du thème abordé ici, merci de compléter l'article en donnant les références utiles à sa vérifiabilité et en les liant à la section « Notes et références ».
Disco Fever était un club de danse de New York dans le sud du Bronx. Le propriétaire, Ally Abbatiello, l'ouvre en 1976 comme une disco "adulte". Durant l'été 1977, le fils de Ally, Sal le persuade de lui laisser les rênes. Sal change d'orientation en engageant le disc jockey Grandmaster Flash avec l'intention de tirer parti des jeunes talents du Hip-hop.